# Jeongna-dong
Jeongna-dong (koreanska: 정라동)  är en stadsdel i staden Samcheok i  provinsen Gangwon i den nordöstra delen av Sydkorea,  190 km öster om huvudstaden Seoul.